# Stokłosy (Warszawa)
Stokłosy lub Ursynów Północny-Stokłosy – osiedle w dzielnicy Ursynów w Warszawie.

## Położenie i charakterystyka
Stokłosy to osiedle położone na stołecznym Ursynowie, na obszarze Miejskiego Systemu Informacji Ursynów Północny. Według państwowego rejestru nazw geograficznych osiedle to część miasta o identyfikatorze 131429. Przez jego obszar przebiegają m.in. ulice Jastrzębowskiego, Stokłosy, Zamiany, Béli Bartóka, Bacewiczówny i Związku Walki Młodych. Stokłosy to teren o przewadze zabudowy mieszkaniowej wielorodzinnej.

## Historia
W dniu 14 maja 1951 rozporządzeniem Rady Ministrów obszar późniejszych Stokłosów został włączony w granice administracyjne Warszawy wraz z resztą gminy Wilanów. 
Od 1975 teren stanowił wraz z osiedlem Jary (granica pomiędzy osiedlami przebiega Aleją Komisji Edukacji Narodowej) część południowego pasma rozwojowego w dzielnicy Mokotów o nazwie Ursynów Północny o łącznej powierzchni 126 hektarów. Całość zaplanowano na 9580 mieszkań i ok. 39,3 tys. mieszkańców. Jej projektantami byli Marek Budzyński (główny projektant), Jerzy Szczepanik-Dzikowski i Andrzej Szkop. Według tych planów budynki mieszkalne miały mieć 4 lub 13 kondygnacji i powstawać w technologii wielkiej płyty w systemach „Szczecin” i „Wk-70”. Budynki usługowe natomiast miały mieć szkielet prefabrykowany żelbetowy i stalowy. Główną zasadą urbanistyczną przyjętą podczas planowania była obudowa obiektami mieszkalnym i usługowymi ciągów pieszych.
Od marca 1994 roku Stokłosy znajdują się w granicach Ursynowa.